# Thoiras-Corbès
Thoiras-Corbès est une commune nouvelle française dans le département du Gard et la région Occitanie. Elle résulte de la fusion des communes de Corbès et de Thoiras le 1er janvier 2025.

## Géographie

### Localisation et hydrographie
Thoiras-Corbès est une commune située dans les basses Cévennes située au confluent de plusieurs cours d'eau et qui s'étend donc sur plusieurs vallées. L'altitude minimale y est de 139 mètres, et l'altitude maximale de 503 mètres. L'habitat y est dispersé.

### Lieux-dits et hameaux
L'habitat est dispersé. Thoiras-Corbès compte de nombreux hameaux et lieux-dits. Les principaux hameaux de la commune sont :
- dans la vallée du Gardon de Mialet, de l’amont vers l’aval : La Pradelle, le Mas du Pont ;
- dans la vallée du Gardon de Saint-Jean, de l’amont vers l’aval : Camp Soureille, Massiès-Nord (sur la rive gauche, donc au nord du Gardon), Massiès-Sud (sur la rive droite, donc au sud du Gardon), L'Elze, Rouveyrac, La Plaine, La Baraquette, Le Ranquet ;
- dans la vallée de la Doucette, de l’amont vers l’aval : Le Bruguierol, Laudernet, Pagès, Gorniès ;
- dans la vallée de la Salindrenque, de l’amont vers l’aval : Prade, Malérargues, Le Moina, Les Curières, Le Puech ;
- au sud de la Salindrenque : Les Arnauds (sur le Valat des Campels), Pallières (dans le massif de la Grande Pallières);
- dans le Valat de Fontlongue, de l'amont vers l'aval : Le Mazel, L'orange, Le Village, L'Euzière, La Planque.

## Histoire
La commune est créée le 1er janvier 2025 à la suite d'un arrêté préfectoral du 6 août 2024 par la fusion des communes de Corbès et de Thoiras. Le chef-lieu de la commune nouvelle est fixé à la mairie de l'ancienne commune de Thoiras.

## Politique et administration
Jusqu'aux prochaines élections municipales françaises de 2026, le conseil municipal de la commune nouvelle est constitué de l'ensemble des membres en exercice des conseils municipaux des deux communes fondatrices.

### Liste des maires
| Période | Période  | Identité     | Étiquette | Qualité                      |
| ------- | -------- | ------------ | --------- | ---------------------------- |
| 2025    | En cours | Lionel André |           | Maire de Thoiras (2001-2024) |

### Communes déléguées
| Nom             | Code Insee | Intercommunalité      | Superficie (km2) | Population (dernière pop. légale) | Densité (hab./km2) |
| --------------- | ---------- | --------------------- | ---------------- | --------------------------------- | ------------------ |
| Thoiras (siège) | 30329      | CA Alès Agglomération | 22,89            | 447 (2022)                        | 20                 |
| Corbès          | 30094      | CA Alès Agglomération | 3,28             | 156 (2022)                        | 48                 |

## Population et société

### Démographie
L'évolution du nombre d'habitants est connue à travers les recensements de la population effectués dans la commune depuis sa création.

En 2022, la commune comptait 603 habitants.
| 2021 | 2022 |
| ---- | ---- |
| 591  | 603  |

## Culture locale et patrimoine

### Héraldique
Pour un article plus général, voir Armorial des communes du Gard.
| Blason de Thoiras-Corbès | Blason  | Parti : au 1er coupé au I d'or à trois fers à cheval de gueules, au II de gueules à un lion d'or, au 2d d'azur à un flambeau d'or enflammé de gueules.                                                    |
| Blason de Thoiras-Corbès | Détails | Le blason réunit les armes des anciennes communes fusionnées : Thoiras (qui sont celles de la famille de Saint-Bonnet de Toiras) et Corbès. Création Jean-Louis Cardot. Blason adopté le 29 janvier 2025. |